# 謝米卡拉科爾斯克區
46°29′N 41°32′E / 46.483°N 41.533°E
謝米卡拉科爾斯克區（俄语：Семикаракорский район），是俄羅斯的一個區，位於該國西南部，由羅斯托夫州負責管轄，面積1,407平方公里，2010年人口52,833，人口密度每平方公里37.55人。